# Taça dos Vencedores de Taças de Hóquei em Patins de 1979-80
A Taça dos Vencedores de Taças de Hóquei em Patins de 1979-80 foi a 4ª edição da Taça das Taças.
O AFP Giovinazzo quebrou o domínio da AD Oeiras ao conquistar a Taça das Taça na final contra os espanhóis do HC Sentmenat. De destacar, que este foi o primeiro troféu europeu conquistado por um clube italiano em competições de hóquei em patins.

## Equipas participantes
| País               | Clube                  | Classificação                            |
| ------------------ | ---------------------- | ---------------------------------------- |
| Alemanha Ocidental | TSG 1900 Ober-Ramstadt | 2.º lugar da Liga Alemão de 1978/79      |
| Bélgica            | Royal Sunday           | 2.º lugar da Liga Belga de 1978/79       |
| Espanha            | HC Sentmenat           | 3.º lugar da Liga Espanhola de 1978/79   |
| França             | US Coutras             | 2.º lugar da Liga Francesa de 1978/79    |
| Itália             | AFP Giovinazzo         | 3.º lugar da Liga Italiana de 1978/79    |
| Países Baixos      | Duyvestein             | 2.º lugar da Liga Neerlandesa de 1978/79 |
| Portugal           | AD Oeiras              | Vencedor da Taça das Taças de 1978/79    |
| Portugal           | FC Porto               | Vencedor da Taça de Portugal de 1978/79  |
| Suíça              | RS Basileia            | Vencedor da Taça da Suíça de 1978/79     |

## Jogos

### 1.ª Eliminatória
| Equipa 1      | Total | Equipa 2    | 1.ª Mão | 2.ª Mão |
| ------------- | ----- | ----------- | ------- | ------- |
| Ober-Ramstadt | 13-9  | RS Basileia | 9-3     | 4-5     |

### Fase final
|  | Quartos-de-final | Quartos-de-final | Quartos-de-final | Quartos-de-final |                |              | Meias-finais | Meias-finais | Meias-finais |  |              | Final | Final | Final |
|  |                  |                  |                  |                  |                |              |              |              |              |  |              |       |       |       |
|  | 1                | US Coutras       | 5                | 3                |                |              |              |              |              |  |              |       |       |       |
|  | 8                | FC Porto         | 11               | 12               |                |              |              |              |              |  |              |       |       |       |
|  | 8                | FC Porto         | 11               | 12               |                | FC Porto     | 6            | 1            |              |  |              |       |       |       |
|  |                  |                  |                  |                  |                | FC Porto     | 6            | 1            |              |  |              |       |       |       |
|  |                  | HC Sentmenat     | 5                | 7                |                |              |              |              |              |  |              |       |       |       |
|  | 4                | HC Sentmenat     | 5                | 7                | HC Sentmenat   | 10           | 2            |              |              |  |              |       |       |       |
|  | 4                |                  |                  |                  | HC Sentmenat   | 10           | 2            |              |              |  |              |       |       |       |
|  | 5                | AD Oeiras        | 6                | 4                |                |              |              |              |              |  |              |       |       |       |
|  | 5                | AD Oeiras        | 6                | 4                |                |              |              |              |              |  | HC Sentmenat | 11    | 4     |       |
|  |                  |                  |                  |                  |                |              |              |              |              |  | HC Sentmenat | 11    | 4     |       |
|  |                  | AFP Giovinazzo   | 4                | 14               |                |              |              |              |              |  |              |       |       |       |
|  | 3                | AFP Giovinazzo   | 4                | 14               | Ober-Ramstadt  | 5            | 2            |              |              |  |              |       |       |       |
|  | 3                |                  |                  |                  | Ober-Ramstadt  | 5            | 2            |              |              |  |              |       |       |       |
|  | 6                | Royal Sunday     | 3                | 5                |                |              |              |              |              |  |              |       |       |       |
|  | 6                | Royal Sunday     | 3                | 5                |                | Royal Sunday | 4            | 2            |              |  |              |       |       |       |
|  |                  |                  |                  |                  |                | Royal Sunday | 4            | 2            |              |  |              |       |       |       |
|  |                  | AFP Giovinazzo   | 5                | 14               |                |              |              |              |              |  |              |       |       |       |
|  | 2                | AFP Giovinazzo   | 5                | 14               | AFP Giovinazzo | 10           | 2            |              |              |  |              |       |       |       |
|  | 2                |                  |                  |                  | AFP Giovinazzo | 10           | 2            |              |              |  |              |       |       |       |
|  | 7                | Duyvestein       | 2                | 5                |                |              |              |              |              |  |              |       |       |       |
|  | 7                | Duyvestein       | 2                | 5                |                |              |              |              |              |  |              |       |       |       |

### Quartos-de-final
| Equipa 1       | Total | Equipa 2     | 1.ª Mão | 2.ª Mão |
| -------------- | ----- | ------------ | ------- | ------- |
| US Coutras     | 8-23  | FC Porto     | 5-11    | 3-12    |
| HC Sentmenat   | 12-10 | AD Oeiras    | 10-6    | 2-4     |
| Ober-Ramstadt  | 7-8   | Royal Sunday | 5-3     | 2-5     |
| AFP Giovinazzo | 12-7  | Duyvestein   | 10-2    | 2-5     |

### Meias-finais
| Equipa 1     | Total | Equipa 2       | 1.ª Mão | 2.ª Mão |
| ------------ | ----- | -------------- | ------- | ------- |
| FC Porto     | 7-12  | HC Sentmenat   | 6-5     | 1-7     |
| Royal Sunday | 6-19  | AFP Giovinazzo | 4-5     | 2-14    |

### Final
| Equipa 1     | Total | Equipa 2       | 1.ª Mão | 2.ª Mão |
| ------------ | ----- | -------------- | ------- | ------- |
| HC Sentmenat | 15-18 | AFP Giovinazzo | 11-4    | 4-14    |

| Vencedor da Taça das Taças 1979/80 |
| ---------------------------------- |
|                                    |
| AFP Giovinazzo (1.º título)        |